# مسجل عنوان الذاكرة

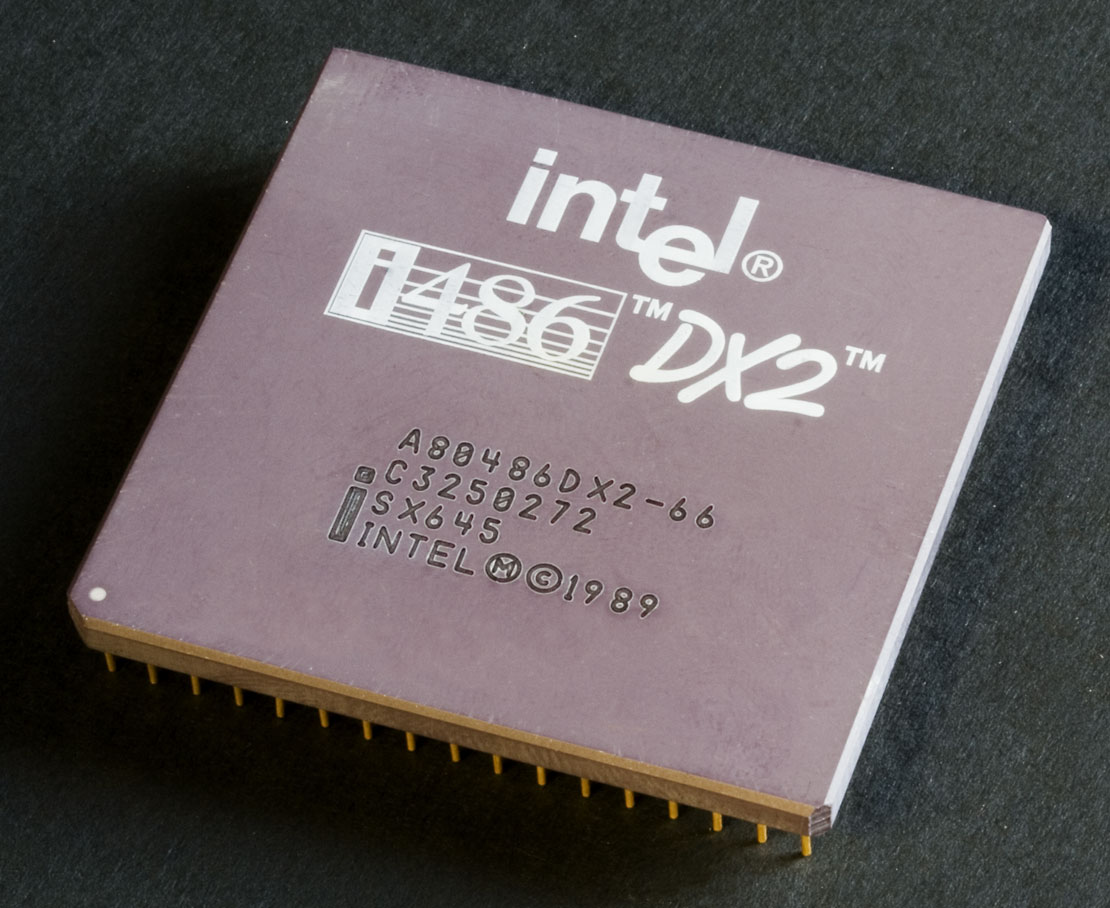
معالج إنتل (80486DX2) منظوراً من الأعلى.

مسجِّل عنوان الذاكرة (MAR) في الكمبيوتر، هو المسجِّل لوحدة المعالجة المركزية (CPU) الذي إما أن يخزن عنوان الذاكرة الذي يتم جلب البيانات منه إلى CPU, أو العنوان الذي سيتم إرسال البيانات اليه وتخزينها.

## نبذة
يُستخدم هذا المسجِّل في الوصول للبيانات والتعليمات من الذاكرة خلال فترة تنفيذ التعليمات. يحتفظ MAR بموقع ذاكرة البيانات التي يجب الوصول اليها. عند قراءة الذاكرة، تعطى البيانات المعنونة بواسطة MAR إلى MDR (مسجِّل بيانات الذاكرة) ثم يتم استخدامها من قِبل CPU. عند الكتابة للذاكرة، تكتب وحدة معالجة البيانات (CPU) البيانات من MDR إلى موقع الذاكرة الذي تم تخزين عنوانه في MAR. يتواجد MAR بداخل CPU الذي يذهب اما لذاكرة التخزين العشوائة (RAM) أو لذاكرة التخزين المؤقتة.
مسجل عنوان الذاكرة هو نصف الحد الادنى للواجهة بين البرنامج المصغرة ومساحة تخزين الكمبيوتر. مجملا MAR هو مسجل موازي للحمل الذي يحتوي على عنوان الذاكرة التالي المراد تحريره. على سبيل المثال العنوان التالي المراد قرائته أو كتابته.